# Municipio de Pabellón de Arteaga
El municipio de Pabellón de Arteaga es uno de los 11 municipios en que se divide el estado mexicano de Aguascalientes. Se encuentra en el centro del estado y su cabecera es la ciudad de Pabellón de Arteaga. Nombrado así por la antigua hacienda de San Blas de Pabellón y en honor al general José María Arteaga.

## Historia
El municipio de Pabellón de Arteaga fue erigido por decreto del Congreso del Estado de Aguascalientes en 1965, habiendo formado parte hasta entonces del municipio de Rincón de Romos.

## Geografía
El municipio de Pabellón de Arteaga se encuentra en el centro del estado de Aguascalientes y tiene una extensión territorial total de 199.33 kilómetros cuadrados, los cuales representan el 3.58% de la extensión total del estado de Aguascalientes.

### Municipios adyacentes
- Municipio de Rincón de Romos – norte
- Municipio de Tepezalá – norte
- Municipio de Asientos – este
- Municipio de San Francisco de los Romo – sur
- Municipio de Jesús María – sur
- Municipio de San José de Gracia – oeste

### Orografía e hidrografía
Pabellón de Arteaga se encuentra localizado en su mayor parte en la llamada Mesa Central, por lo cual cerca del ochenta por ciento de su territorio es plano, favoreciendo el desarrollo de actividades agrícolas y ganaderas, el resto de su territorio, principalmente en su extremo oeste es más elevado y está formado por las primeras estribaciones de la Sierra Madre Occidental que recibe el nombre local de Sierra Fría.
La principal corriente fluvia es el río Pabellón que recorre el municipio en sentido norte-sur, además se encuentran también los ríos San Pedro y las Ánimas, y la Presa Garabato, la mayor parte del agua para el riego y el consumo humano se obtiene de pozos.

### Clima y ecosistemas
El clima es templado semicálido con una temperatura promedio de 18 °C, la flora más común son los pastizales y matorral, son comunes el mezquite y el huizache.

## Demografía
Para el 2012, el gobierno calcula una población de 43 800 habitantes
De acuerdo con los resultados del Conteo de Población y Vivienda de 2012 realizado por el Instituto Nacional de Estadística y Geografía, la población total del municipio de Pabellón de Arteaga asciende a 41 862 personas, siendo estas 18 799 hombres y 20 113 mujeres; teniendo por tanto un porcentaje de población masculina del 48.3%, el 37.3% de los habitantes son menores de 15 años de edad y 57.3% se encuentran entre los 15 y los 64 años de edad, el 76.2% de los habitantes viven en localidades de más de 2500 habitantes y únicamente el 0.2% de la población de 5 años y más es hablante de alguna lengua indígena.

### Localidades

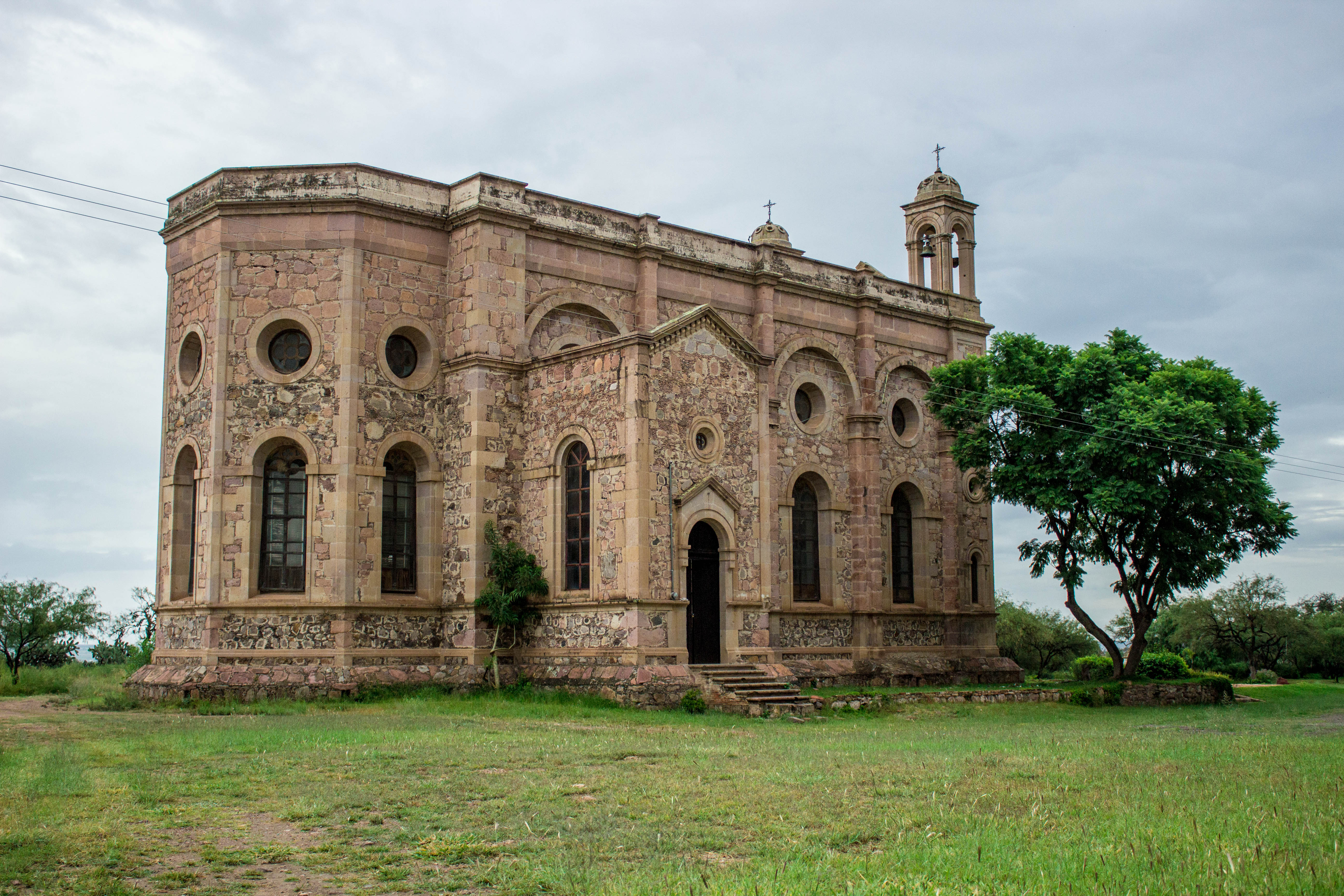
La capilla de San Isidro Labrador en la ex-hacienda de Santiago (Garabato). Opera prima del arquitecto Refugio Reyes.

El municipio contiene un total de 20 localidades de importancia (por el número de habitantes), siendo las principales y su población total las siguientes:
| Código INEGI      | Localidad           | Población (2020) |
| ----------------- | ------------------- | ---------------- |
| 010060001         | Pabellón de Arteaga | 32 035           |
| 010060007         | Emiliano Zapata     | 3 316            |
| 010060002         | Las Ánimas          | 2 388            |
| 010060045         | Santiago            | 1 182            |
| 010060040         | San Luis de Letras  | 1 113            |
| 010060302         | Santa Isabel        | 1 042            |
| Otras localidades | Otras localidades   | 6 570            |
| Total municipal   | Total municipal     | 47 646           |

## Política

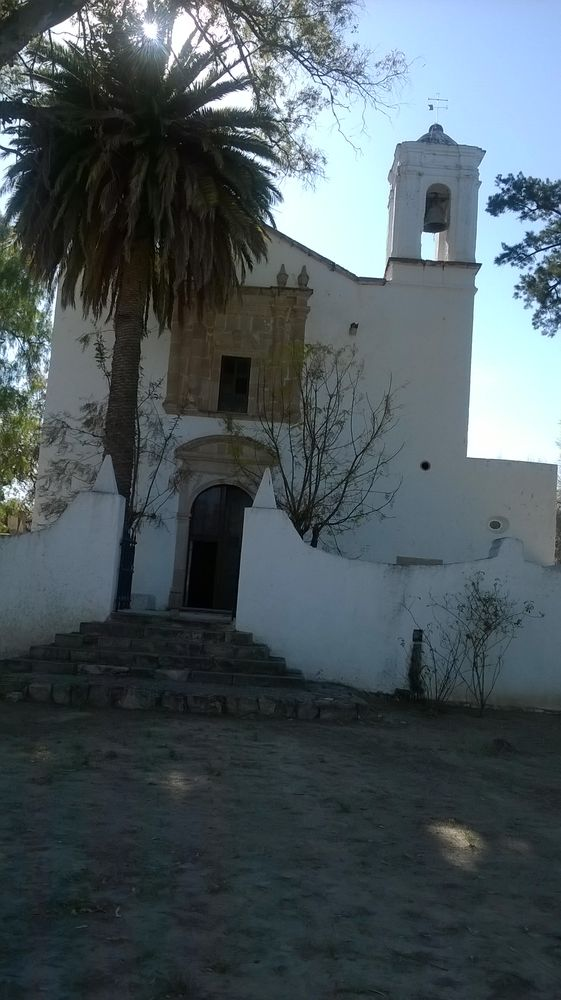
Capilla de Nuestra Señora del Refugio, exhacienda El Mezquite.

El gobierno municipal le corresponde al Ayuntamiento electo por voto universal, directo y secreto por un periodo de tres años reelegibles para el periodo subsiguiente; está compuesto por el presidente municipal, ocho regidores cuatro de mayoría relativa y cuatro de representación proposicional y un síndico (procurador) estos más el Secretario del Ayuntamiento forman el cabildo. El ayuntamiento entra a ejercer sus funciones a mediados de octubre del mismo año de su elección.

### División administrativa
El municipio se divide en 16 comisarías y 4 delegaciones las cuales son:
COMISARIAS
- San Agustín de los Puentes
- Garabato
- El Pedregal
- El Milagro
- La Santa Cruz (Corrales de Engorda)
- San Carlos
- Santa Isabel
- El Rayo
- Los Lira
- Ejido Ojo Zarco (La Loma)
- Colonia Ojo Zarco
- El Mezquite
- Gámez Orozco (La Cueva o Puerta de Carboneras)
- El Canal (Crucero a San José)
- Colonia Campestre (El Cerrito)
- Secadora Alemán

DELEGACIONES
- Emiliano Zapata (Cotuchas)
- Las Ánimas
- Santiago
- San Luis de Letras

Nota: Se considera delegación si la localidad supera los 900 habitantes.

### Representación legislativa
Para la elección de Diputados locales y federales el municipio se encuentra integrado en:
Local:
- III distrito electoral Local de Aguascalientes el cual lo integran los municipios de Pabellón de Arteaga, Tepezalá y San José de Gracia.[7]

Federal:
- I Distrito electoral Federal de Aguascalientes con cabecera en la ciudad de Jesús María.[8]

### Presidentes municipales / Alcaldes
- (1965 - 1965): Manuel Ambriz Pacheco  Presidente del Consejo
- (1966 - 1968): Ángel González Aguilar
- (1969 - 1971): José Ortega Flores  1°Periodo
- (1972 - 1974): Víctor Olivares Santana
- (1974 - 1974): Marcelino Ortega Flores  Interino
- (1975 - 1977): José Guadalupe Delgado de Lira
- (1978 - 1980): José Ortega Flores 2°Periodo
- (1981 - 1983): Humberto Ambriz Aguilar
- (1984 - 1986): José de Jesús Ramos Franco
- (1987 - 1989): Sergio Ortega Rosales
- (1990 - 1992): Alfredo Robles Aguilar
- (1993 - 1995): José Medina Esparza
- (1996 - 1998): Faustino Quezada Chávez
- (1999 - 2001): Arturo Robles Aguilar
- (2002 - 2004): Felipe de Jesús Ortega Saucedo
- (2005 - 2007): Eduardo Constantino Torres Campos
- (2008 - 2010): Arturo Fernández Estrada
- (2011 - 2013): Héctor Raúl García Luna
- (2014 - 2016): Sergio Moreno Serna
- (2017 - 2019): Cuauhtémoc Escobedo Tejada  1° Periodo 2 años, 7 meses
- (2019 - 2019): Arnulfo Flores Jiménez  Interino del 14 de abril al 1 de agosto: 3 meses, 15 días
- (2019 - 2021): Cuauhtémoc Escobedo Tejada  2° Periodo 1 año, 5 meses
- (2021 - 2021): Efraín Guevara Araiza  Interino 3 meses
- (2021 - 2021): Cuauhtémoc Escobedo Tejada  2 meses, 15 días
- (2021 - 2021): Efraín Guevara Araiza  Interino 1 mes, 15 días
- (2021 - 2024): Humberto Ambriz Delgadillo
- (2024 - 2024): Bernardino Flores Valles  Interino del 28 de febrero al 14 de octubre
- (2024 - 2027): Lucero Espinoza Vásquez

Nota: Las dinastías familiares dentro del Partido Revolucionario Institucional (PRI) se manifiestan de manera evidente al colocar Alcaldes en diferentes periodos, la siguiente lista es la relación de las familias con el número de miembros, que han ocupado la Alcaldía del municipio.
- Familia Ortega: José Ortega Flores (1969 - 1971, 1° periodo) hermano de Marcelino Ortega Flores (1974, interino) hermano de José Ortega Flores (1978 - 1980, 2° periodo) tío de Sergio Ortega Rosales (1987 - 1989) primo de Felipe de Jesús Ortega Saucedo (2002 - 2004), 4 miembros.
- Familia Ambriz: Manuel Ambriz Pacheco (1965) padre de Humberto Ambriz Aguilar (1981 - 1983) padre de Humberto Ambriz Delgadillo (2021 - 2024), 3 miembros.
- Familia Aguilar: Alfredo Robles Aguilar (1990 - 1992) hermano de Arturo Robles Aguilar (1999 - 2001), 2 miembros.